# Інтроспекція
Інтроспе́кція (від лат. introspecto — дивлюся всередину) — метод психологічного дослідження, що полягає в спостереженні дослідника за власними почуттями, думками тощо; самоспостереження.
Інше визначення: Інтроспекція — метод поглибленого дослідження і пізнання людиною моментів власної активності: окремих думок, образів, почуттів, переживань, актів мислення тощо, самоаналіз.
Інтроспективна психологія охоплює низку напрямів. Загальним для них є те, що всі вони використовують як один метод вивчення психіки самоспостереження, тобто, спостереження людини за змістом і актами власної свідомості.
Одним із напрямків інтроспективної психології є вчення про «внутрішній досвід», з позиції якого психічні явища пізнаються принципово іншим способом, ніж матеріальні (Джон Локк, Рене Декарт та інші). Такі думки були предметом особливої критики з боку деяких радянських психологів. Проте, цей напрям психології слід розглядати як важливий етап у її розвитку, а вироблені інтроспективною психологією методи заслуговують на увагу. Зрештою, майже всі сучасні психологи вважають, що свідомість є сукупністю феноменів, частину яких можна вивчати за допомогою самоспостереження, тобто, інтроспекції.
Асоціативна психологія бере свій початок із стародавньої філософії. У межах цього напряму психічні явища пояснювалися головне за допомогою поняття про асоціації. Цей напрям у психології існував досить довго. Пізніші дослідження спонукали відмовитись від абсолютизації цього напряму. Проте, положення представників асоціативної психології плідно використовуються в сучасній психологічній науці.

## Історія методу
Вперше метод обґрунтований Рене Декартом і потім розвинутий у працях Джона Локка. Останній, зокрема, виокремив внутрішній і зовнішній досвід людини. Перший (внутрішній) досягається шляхом інтроспекції (самоспостереження, самовивчення). Другий спрямований на зовнішній світ.
Вільгельм Вундт об'єднав метод інтроспекції з інструментальними методами. Метод Вундта використовується у структурній психології.

## Різновиди інтроспекції
- аналітичне самоспостереження,
- систематичне самоспостереження,
- феноменологічне самоспостереження,
- інтроспективна психологія.

Аналітична інтроспекція опрацьована в школі Едварда Тітченера. Характеризується намаганням повного розчленування почуттєвого образу на складові «елементи», які не редукуються до параметрів подразника.
Систематична інтроспекція опрацьована у Вюрцбурзькій школі. Характеризується орієнтацією на відстежування основних стадій процесу мислення на основі ретроспективного звіту.
Феноменологічна інтроспекція розроблена в гештальтпсихології. Характеризується орієнтацією на опис психічних феноменів у їх безпосередності та цілісності крок за кроком слідуючи за «наївним піддослідним». Цей метод має свої витоки у методі «внутрішнього сприйняття» Ф. Брентано, продуктивно застосовувався у описовій психології В. Дільтея, а потім у рамках гуманістичної психології.

## Достовірність
Самоспостереження — є суб'єктивним процесом, що опосередковується індивідуальними психологічними особливостями спостерігача, в першу чергу — його самооцінкою. Це накладає суттєві обмеження на достовірність подібного спостереження. Самоспостереження ніколи не обмежується констатацією того чи іншого відчуття або переживання; його результати забарвлені емоційною оцінкою. Людина у процесі самоспостереження прагне з'ясувати суть, походження відчуття, а не лише констатувати факт його наявності. Тому вона автоматично шукає йому пояснення. Як таке пояснення людина несвідомо обирає найбільш прийнятне
для себе, що не дозволяє похитнути сформовану самооцінку. Скоріш за все, людина розгляне факт лише з одного боку і спотворить його, залежно від власних упереджень.